# Кузнецов, Александр Борисович
Алекса́ндр Бори́сович Кузнецо́в  (укр. Олександр Борисович Кузнецов; 1953—1998) — украинский политик, депутат Верховной Рады Украины.

## Биография
Родился 26 октября 1953 года в городе Запорожье.
Закончил Московский государственный университет имени М. В. Ломоносова (1979), журналист.
Народный депутат Украины III созыва с марта 1998, выборный округ № 78, Запорожская область. Явка 63,6 %, 30,5 %, 18 соперников.
На время выборов: главный редактор АОЗТ Телерадиокомпания «Алекс», беспартийный.
Член Комитета по вопросам свободы слова и информации (с 07.1998), член группы «Независимые».
Работал слесарем на Днепропетровском механическом заводе города Запорожье.
Учился в университете.
Прошел путь от корреспондента городской газеты до главного редактора АОЗТ Телерадиокомпания «Алекс».
Умер 7 ноября 1998.